# Герра, Эвандро
Эвандро Мотта Маркондес Герра (порт. Evandro Motta Marcondes Guerra; род. 27 декабря 1981 года) — бразильский волейболист, диагональный сборной Бразилии и ВК «Сада Крузейро».

## Карьера
Игровую карьеру начал в 1996 году в «Банеспа». Позже играл в командах «Униан», «Санто-Андре», «Минас», «Унисул», «Флорипа». В 2008-09 году выступал в греческом «Арисе». В 2009-11 годах выступал в итальянском «Гротте».
Переехав в Аргентину, в 2011-12 году выступал за «Дрин Боливар» и в 2012-13 — за УПСН.
В 2013-14 снова играет в Бразилии в составе Сеси-СП.
В 2014-16 годах выступал в Японии в составе «Сантори Санбёрдс».
С 2016 года — игрок «Сада Крузейро».
С 2006 года привлекается в сборную Бразилии.

## Достижения

### Со сборными

#### национальная сборная
- Олимпийский чемпион — 2016
- Обладатель Всемирного Кубка чемпионов — 2013
- Победитель Мировой лиги — 2006
- Серебряный призёр Мировой лиги — 2016
- Чемпион Южной Америки — 2015
- Серебряный призёр Кубка Америки — 2007

#### молодёжная сборная
- Чемпион мира — 2001

### С клубами
Чемпионат Бразилии 

 2008 

 1997, 2005, 2007, 2014 

 2000 

Чемпионат Аргентины 

 2013 

 2012 

Клубный чемпионат мира 

 2016 

Клубный чемпионат Южной Америки 

 2013 

 2012 

### Индивидуальные
- MVP клубного чемпионата Южной Америки — 2012
- Лучший диагональный клубного чемпионата мира — 2016
- Лучший диагональный чемпионата Аргентины — 2012, 2013